# Юго-восточная агломерация Дорсет
Юго-восточная агломерация Дорсет — городская агломерация полицентрического типа на южном побережье графства Дорсет в Англии. Основные населенные пункты: Борнмут, Пул и Крайстчерч, однако урбанизированные области распространяются далеко на восток в графство Хэмпшир. Помимо центров в агломерацию входит ряд городов-спутников на периферии. К ним относятся: Уорхэм, Аптон, Литчетт-Минстер, Уимборн-Минстер, Вервуд, Рингвуд, Ферндаун.
Перепись 2011 года показала численность населения агломерации 466 626 человек. Население агломерации значительно увеличилось между 2001 и 2011 годами переписи главным образом из-за вхождения в агломерацию новых городов. Численность населения в 2001 и 1991 годах переписи была 383 713 и 358 321 соответственно.